# Pyrgophorus parvulus
Pyrgophorus parvulus is een slakkensoort uit de familie van de Hydrobiidae. De wetenschappelijke naam van de soort is voor het eerst geldig gepubliceerd in 1828 door Guilding.